# Ondřej Halámek
Ondřej Halámek (* 21. září 1990 Karviná) je český divadelní herec.
Vystudoval třebíčské gymnázium. Poté v roce 2017 vystudoval muzikálové herectví na Divadelní fakultě Janáčkovy akademie múzických umění v Brně. V angažmá Městského divadla Brno je od roku 2017. Jako asistent režie spolupracoval při realizaci inscenací Krokodýl ze Svratky aneb Mozart v Brně a Prachy!.

## Role v Městském divadle Brno
- Patsy – Monty Python's Spamalot
- Správce, Kuzma – Anna Karenina
- Eddie – Mamma Mia!
- Hippie, Manekýn 6., Číšník/Tanečník 5., Prodavač 4., Bohatý člověk 5., Návštěvník opery 5. – Pretty Woman
- Vavřinec – Devět křížů
- Simon Willis – Ti druzí
- Kapitán ve Fortinbrasově vojsku – Hamlet aneb Hádala se duše s tělem
- Předkové Addamsovi – The Addams Family
- Kmotr – Prachy!
- Muži v Eastwicku – Čarodějky z Eastwicku
- Karl Obr – Big Fish (Velká ryba)